# 343230 Corsini
343230 Corsini este o planetă minoră (asteroid) din centura de asteroizi. A fost descoperită pe 22 noiembrie 2009 la Magasa de Mario Tonincelli⁠(d) și a fost numită după Enrico Maria Corsini⁠(d). 
Obiectul prezintă o orbită caracterizată de o semiaxă mare de 2,433631673506 UAi, o excentricitate de 0,16, o înclinație de 6,1 ° în raport cu ecliptica.